# (73903) 1997 GZ9
(73903) 1997 GZ9 – planetoida z pasa głównego asteroid okrążająca Słońce w ciągu 3,75 lat w średniej odległości 2,41 j.a. Odkryta 3 kwietnia 1997 roku.